# Slag om het Hürtgenwald
De Slag om het Hürtgenwald was een veldslag die plaatsvond tijdens de Tweede Wereldoorlog tussen september en december 1944 in de omgeving van Aken.
Tegen het einde van de Tweede Wereldoorlog vonden er in het gebied tussen de Hoge Venen en de Roer hevige gevechten plaats. Deze gevechten hebben nooit dezelfde bekendheid gekregen als het Ardennenoffensief. De slag om het Hürtgenwald vond plaats in de periode tussen half september en december 1944.
Het Hürtgenwald ligt ten zuidoosten van Aken, in de Noord-Eifel, in een gebied dat begrensd wordt door volgende steden en gemeenten: Stolberg, Schevenhütte, Langerwehe en Düren in het noorden; Gey, Straß, Großhau, Kleinhau, Brandenberg, Bergstein en Nideggen in het oosten; Schmidt, Strauch, Rollesbroich en Roetgen in het zuiden en de weg Stolberg - Roetgen - Monschau in het westen.
In dit gebied lag de Siegfriedlinie of Westwall, die op deze plaats uit twee verdedigingslinies bestond. De Westwall was een aaneenschakeling van bunkers, betonnen tankversperringen (ook wel drakentanden genoemd), mitrailleursnesten, prikkeldraadversperringen en mijnenvelden.

## De "vergeten" slag
De gevechten in het Hürtgenwald hebben nooit veel bekendheid gekregen in de naoorlogse geschiedschrijving. Dit heeft verschillende redenen:
- De strijd om het Hürtgenwald werd voorafgegaan door de Slag om Arnhem en gevolgd door het Ardennenoffensief.
- Alle aanvallen op Schmidt, het strategische doel van de gevechten, werden aanvankelijk door de Duitsers afgeslagen, ten koste van grote geallieerde verliezen. Geschiedschrijvers aan geallieerde zijde hadden waarschijnlijk niet veel interesse in "verloren" gevechten.

## Voorgeschiedenis

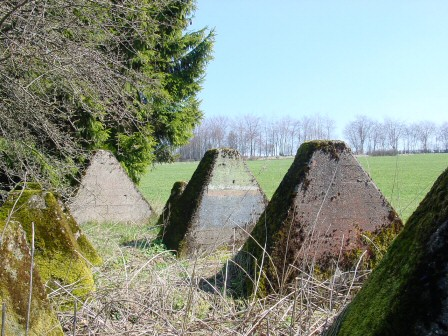
"Drakentanden" in de Siegfriedlinie

Na de succesvolle landing in Normandië trokken de geallieerde troepen na Operatie Cobra veel sneller dan gepland door Frankrijk. Zo snel, dat men dacht vóór kerstmis 1944 de Duitsers op de knieën gedwongen te hebben en zelfs weer thuis te zijn. Dit optimistische vooruitzicht versnelde waarschijnlijk de geallieerde opmars nog eens. Op 11 september 1944 overschreden Amerikaanse soldaten de Duitse grens ten noorden van Trier. De dag erna vielen Amerikaanse troepen de Siegfriedlinie aan nabij Aken waarbij de eerste Westwall-bunkers van de Duitsers verloren gingen. De geallieerden stonden daarmee 96 dagen na de landing in Normandië op een linie, die volgens hun planning op "D + 330", dus pas op 2 mei 1945 bereikt had moeten zijn. Dit veroorzaakte logistieke problemen. De logistiek en bevoorrading kon het onverwachte snelle oprukken niet volgen. De geallieerde achtervolging op de terugtrekkende Duitsers werd hierdoor tot staan gebracht. De aanval op Duitsland kon hierdoor pas na verdere voorbereidingen ingezet worden. De geallieerden hadden onder meer te kampen met een nijpend brandstoftekort. De lange aanvoerlijnen vanaf de Normandische kust stonden onder enorme druk. Dit verklaart de - vanuit Duits oogpunt - aarzelende opmars van de Amerikanen in het gebied rond Aken en het Hürtgenwald tijdens de maand september 1944.

### Het belang van het "objective Schmidt"
De rivier de Roer was voor de geallieerden van groot strategisch belang, vooral de in deze rivier gelegen dammen. Zo lang de Duitsers deze dammen controleerden, konden ze een groot deel van het Roerdal onder water zetten en zo de geallieerde opmars in Duitsland stuiten. Het dorpje Schmidt was van strategisch belang, omdat het uitkeek op de Schwammenaueldam in de Roer. Van hieruit konden de Duitse troepen die de dam bewaakten onder vuur genomen worden. Een doorbraak van deze dam zou het gebied tot aan Aken onder water zetten, tot soms 7,5 meter diep. Bovendien zou een allesvernietigende vloedgolf op de in dit gebied gelegerde troepen losgelaten worden.

## Aanvang

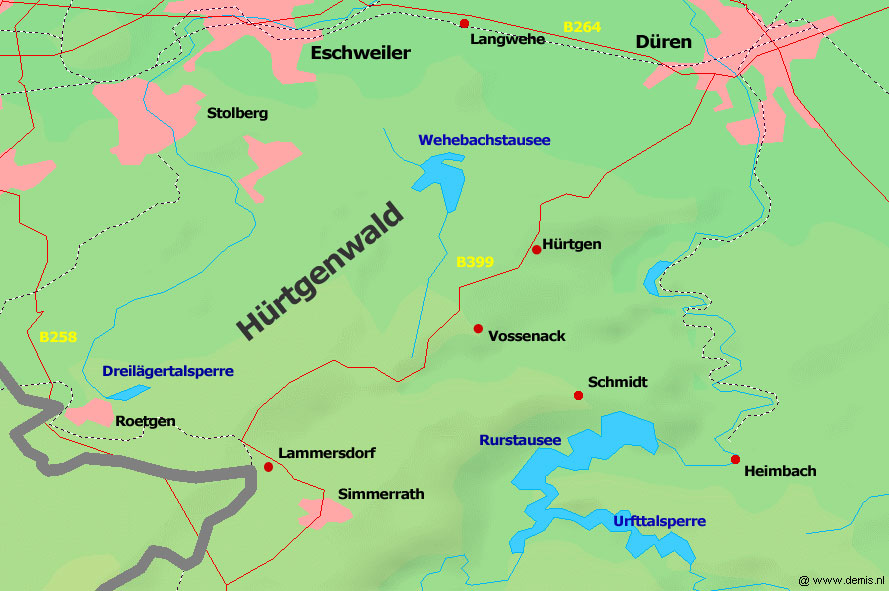
Kaart van het gebied; de Wehebachstausee bestond in 1945 nog niet.

In de streek rond Aken werd het VII - Corps (US) ingezet. De 3rd. Armored Division (US) kreeg als opdracht het gebied ten zuiden van Aken aan te vallen. Dit relatief open gebied dat gunstig was voor pantserbewegingen werd door de Amerikanen "Stolberg-Corridor" genoemd. Het terrein bood de mogelijkheid grote gemechaniseerde wapens in te zetten. De aanval van de 3rd. Armored Division kwam evenwel maar traag vooruit. Aan Duitse kant probeerde het LXXIV (74ste) Armeekorps in de strook rond Aken zo lang mogelijk stand te houden en het gunstige terrein van de Westwall als verdediging te benutten. Het woudgebied had voor de verdedigers als voordeel dat het Amerikaanse lucht-, pantser en artillerieoverwicht minder effectief kon worden ingezet. Vanaf 16 september ging de vanuit het oosten aangevoerde 12.Infanterie-Divisie in Aken tot de tegenaanval over. Delen van de 353.Infanterie-Divisie bezetten de bunkers van de Westwall in het Hürtgenwald en delen van de 89.Infanterie-Divisie namen, in de omgeving van Monschau, defensieve posities in. Tijdens deze periode stonden er 239 Duitse pantsers en stormgeschut opgesteld tegenover minstens 2300 pantsers van de geallieerden. Dit is een verhouding van bijna 1 op 10.

## Aanvallen op het "Objective Schmidt"
De Amerikaanse aanvallen op het dorp Schmidt werden in 1944 stuk voor stuk afgeslagen, steeds ten koste van grote verliezen. De infanteristen van de 9th Infantry Division en later de 28th Infantry Division lagen voortdurend onder artillerie- en mortiervuur, waardoor niet alleen ernstige verwondingen werden toegebracht; velen leden onder shell-shock, een toestand van geestelijke verwarring door de voortdurende beschietingen. Door de dichte bebossing ontploften de artilleriegranaten in de boomtoppen, waardoor behalve granaatscherven ook nog grote stukken hout en splinters op de soldaten neervielen. De Amerikanen waren getraind om plat op de grond te gaan liggen bij een beschieting, maar dat had hier een averechts effect. Daarom leerde men al snel boomstammen te "omarmen" bij een beschieting. Intussen bleek het bos zelf vrijwel onbegaanbaar voor de Amerikaanse Sherman-tanks. De 28th Infantry Division leed dermate grote verliezen, dat ze tegenwoordig de "Bloody Bucket"-divisie genoemd wordt. Het embleem van de divisie heeft een trapezium-vorm, die enigszins aan een emmer doet denken.

### Eerste aanval op Schmidt 6 - 16 oktober 1944

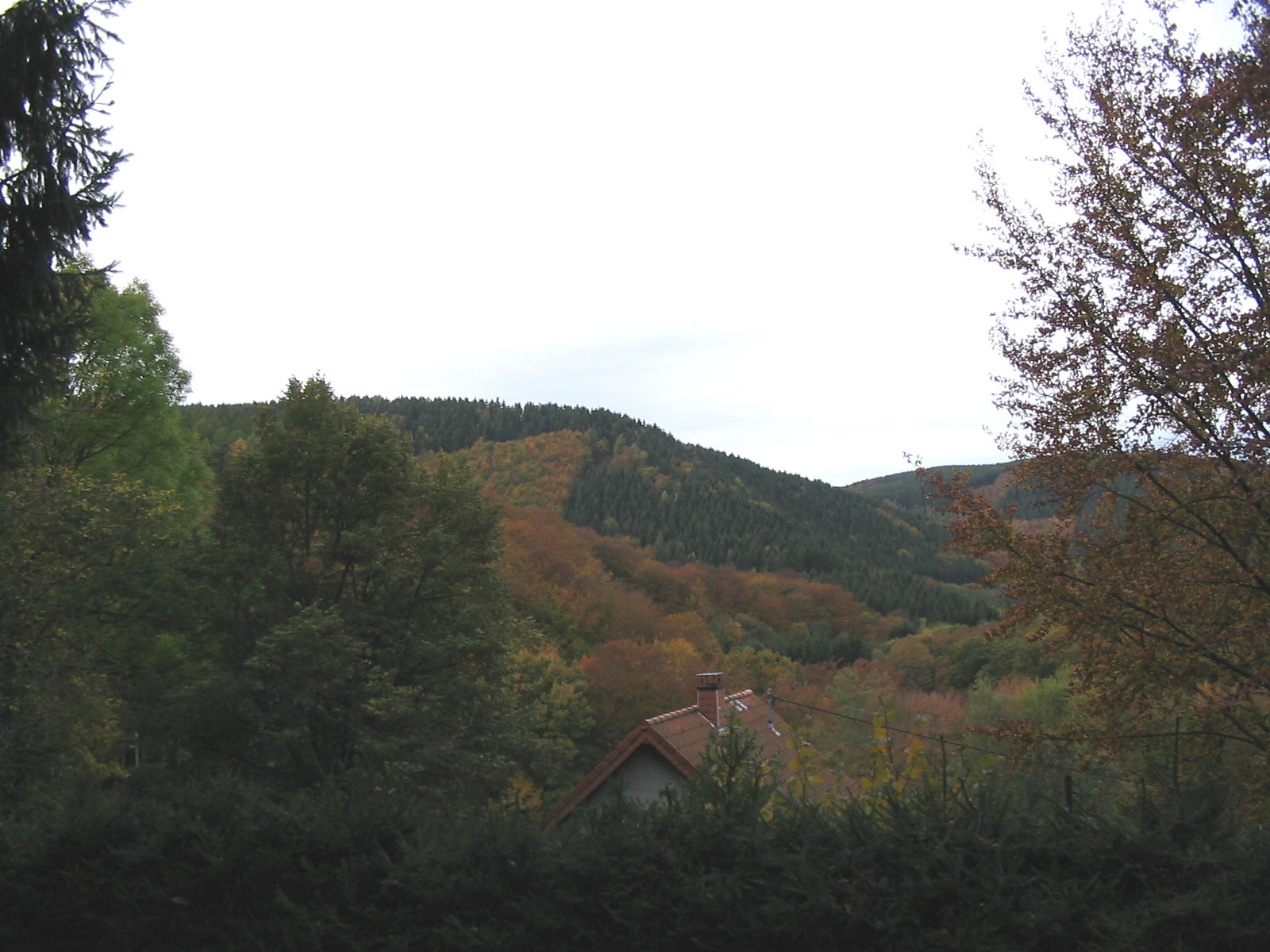
Het Hürtgenwald vormde een lastig terrein om te vechten

Na afloop van de gebeurtenissen in Arnhem (Operatie Market Garden), kwam het er bij de Duitsers op aan om door middel van een versterkt Eifel-front een geallieerde doorbraak naar de Rijn te voorkomen. Tevens wilden zij hun vertrekposities behouden voor het latere Ardennenoffensief, waarvan op dat ogenblik reeds de eerste plannen bestonden. De Duitse 275ste Infanterie-Division stond tegenover de 9th Infantry Division (US). Deze laatste had als opdracht de hoogvlakte rondom Schmidt in te nemen. Op die manier zou de rechterflank van het VII - Corps veilig gesteld worden; bovendien zou er door het afsnijden van de bovenloop van de Roer een flankdekking op rechts ontstaan. Na de verovering van Schmidt konden de Duitsers, die op dat ogenblik nog steeds de Westwall in de Monschau-Corridor bemanden, in de rug worden aangevallen en uitgeschakeld. Na een inleidend artillerievuur, over de gehele breedte van het aanvalsgebied, ging de Amerikaanse infanterie op 6 oktober 1944 om 11.30 uur tot de aanval over. Hierbij incasseerden Amerikaanse infanterietroepen zware verliezen ten gevolge van granaten die in de boomkruinen explodeerden. Een bataljon van het 60th Infantry-Regiment (US) verloor alleen al op 7 oktober 1944 ongeveer 100 man, als gevolg van de explosies in de boomtoppen. Het bataljon was daarbij zelfs nog niet eenmaal aan het front ingezet geweest. In de strijd om het woud lukte het de Amerikaanse artillerie en luchtmacht maar moeilijk om duidelijke doelwitten te lokaliseren. Omdat de beide US-regimenten maar één aanvoerroute ter beschikking hadden en deze door Duitse mijnen en boomstammen onderbroken werd, konden noch tanks, noch stormgeschut de aanvallende infanterie ondersteunen. Eenheden van het 39th Infantry Regiment (US) slaagden erin, ten westen van Germeter de Duitse stellingen te doorbreken en enkele bunkers uit te schakelen. De gevechten duurden tot ongeveer 16 oktober 1944. Op dat ogenblik waren beide partijen zodanig verzwakt, dat de gevechtshandelingen afnamen. Resultaat van de strijd: De Amerikaanse terreinwinst was ongeveer 2,7 km, maar het beoogde eindpunt Germeter-Schmidt bleef in Duitse handen. De Amerikanen verloren 4500 man, de Duitsers 3200 man. Eind oktober 1944 werd het V. - Corps (US) in het Hürtgenwald ingezet. Op 26 oktober 1944 loste de 28th Infantry Division (US) de moegestreden en sterk verzwakte 9th Infantry Division af. Ondanks ernstige verliezen bleef de Duitse 275ste Infanterie Division noodgedwongen in stelling.

### Tweede aanval op Schmidt 2 - 8 november 1944

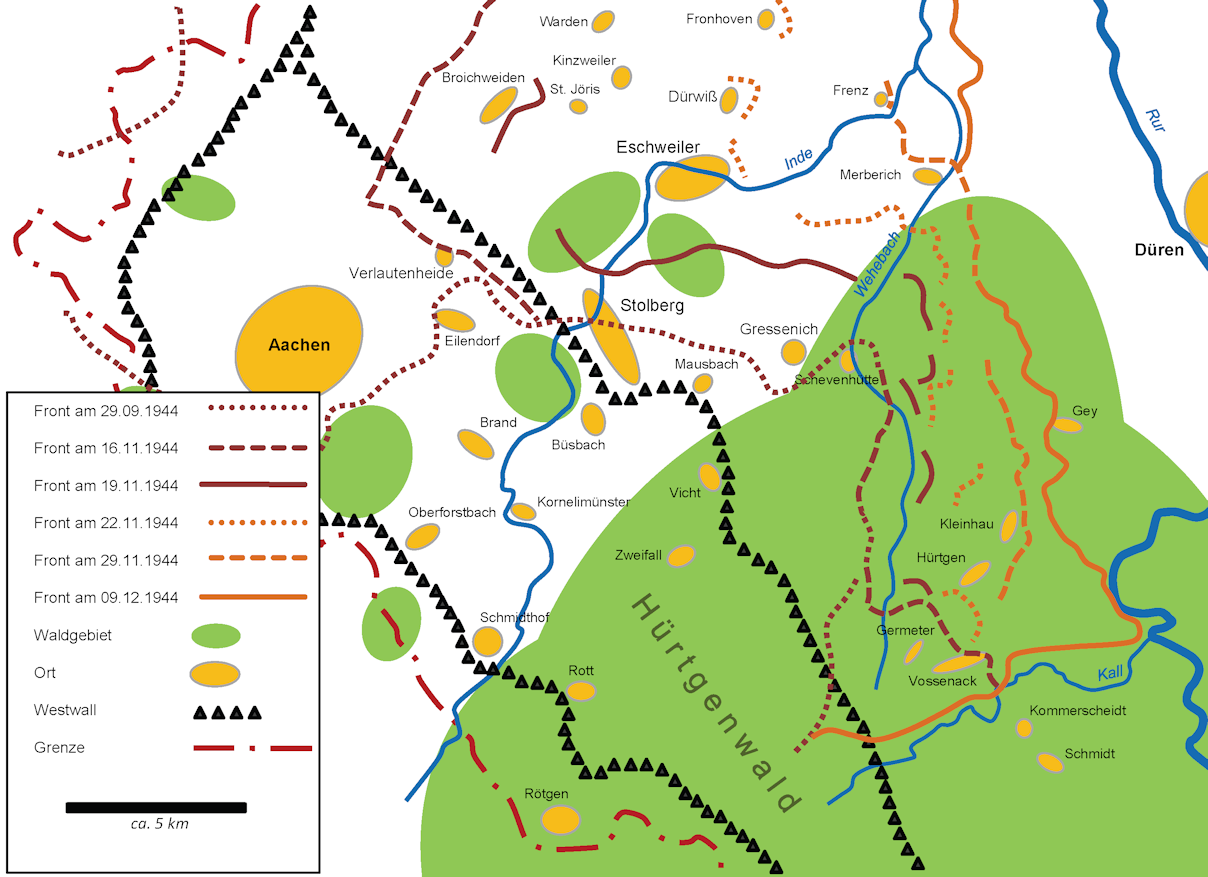
Overzicht van de gevechten

De versterkte 28th Infantry Division kreeg als taak het gebied Vossenack-Schmidt -Lammersdorf in te nemen en op te rukken tot in de rug van de Duitsers, die zich in de Monschau-Corridor bevonden. Het uur nul was vastgesteld op 2 november 1944 om 09.00 uur. Vanwege de datum van 2 november werd deze slag later door de Duitsers "Allerseelenschlacht" (Allerzielenslag) genoemd. Bij het begin van de aanval op Schmidt strekte de frontlinie zich uit langs de weg Hürtgen-Germeter-Rollesbroich en van Germeter/Richelskaul tot in de omgeving van Raffelsbrand. De gedeeltelijk beboste hoogvlakte van Vossenack, Brandenberg, Hürtgen, Kommerscheidt en Schmidt lagen wegens hun hoogteniveau strategisch. Het was mogelijk deze hoogvlakte met behulp van lucht- en artilleriesteun in te nemen. Het weer en het dichtbegroeide woud lieten echter geen luchtverkenning en luchtondersteuning toe. De artillerie-eenheden lagen opgesteld in het gebied Zweifall/Roetgen. Toen de 28th Infantry Division op 26 oktober dit gebied binnendrong, troffen de soldaten een vochtig, sterk heuvelachtig en bijna ondoordringbaar woud aan. Wat zij ook aantroffen waren achtergelaten voertuigen, kapotgeschoten bomen, alle soorten mijnen, slijkwegen, en honderden bomtrechters. De Duitsers hadden veel aanwijzingen van een ophanden zijnde offensief. Zij wisten echter niet wanneer dit ging plaatsgrijpen en op welke plaats. Het Amerikaanse plan zag er als volgt uit: 60 minuten voor uur nul: inleidend artillerievuur. Het 112th Infantry Regiment moest Kommerscheidt en Schmidt veroveren en daarmee door de verovering en verdediging van Vossenack haar noordflank dekken. De voornaamste aanvalsrichting lag door het reeds ingenomen Richelskaul, over de Kall rivier naar Kommerscheidt en uiteindelijk Schmidt. Het was daarbij de bedoeling de infanterie met middelzware tanks en antitankvoertuigen te begeleiden. Voorafgaand moesten de wegen ten oosten van Germeter eerst van eigen mijnen geruimd worden. Op de ochtend van 2 november om 08.00 uur kwam de Amerikaanse artillerie in actie. Onder dekking van tanks verlieten een uur later de eerste compagnieën hun stellingen in Germeter. Op 8 november braken de Amerikanen het gevecht af. In de duisternis van de nacht werden de overblijvende manschappen van het 112th Infantry Regiment teruggevoerd: 300 man van de 2.200. Het verlies aan manschappen van de 28th Infantry Division liep op tot meer dan 6000, op een totaal van ongeveer 25.000 man. Na de 9th Infantry Division had ook de 28th Infantry Division, als tweede divisie in het Hürtgenwald, tijdens de maand november, bijna volledig haar slagkracht verloren.

#### The Kall-trail

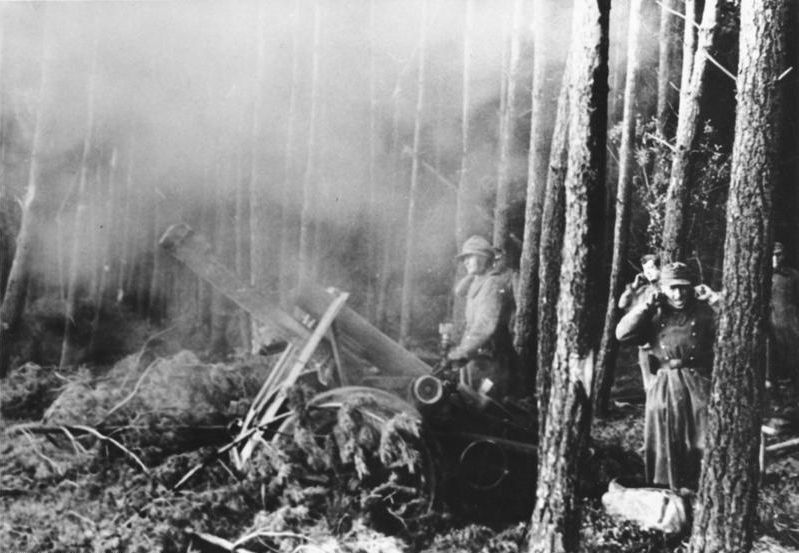
Duits infanteriegeschut op 12 november 1944

De aanval van 2 november liep vanuit de kerk van Vossenack, waar o.a. een medische hulppost was ingericht, langs een pad richting het dal van de rivier de Kall, over de brug en dan omhoog richting Kommerscheidt en Schmidt. Infanterie daalde af maar kwam onder zwaar vuur van mitrailleurs, geweren en mortieren. Men vroeg al snel om pantsersteun. Er werd een groep genisten op verkenning gestuurd om het pad mijnenvrij te maken en te controleren of dit berijdbaar was voor de Sherman-tanks. In de avond werd gemeld dat het pad geschikt en mijnenvrij was, en een tankpeloton werd naar beneden gestuurd. Deze keerden echter onverrichter zake terug. Doordat het donker was en het pad zeer sterk daalde en glad was van de regen van de afgelopen dagen durfde men het niet aan. Er waren bovendien geen plaatsen om elkaar te passeren, het pad was exact even breed als een Sherman-tank. In de ochtend probeerde men het opnieuw, maar over de ca. 7 kilometer zou men ongeveer een dag doen. Het liep mis toen de voorste tank, die van de pelotonscommandant, op een mijn reed. Door een handigheidje - men maakte een ketting aan de vastgelopen tank vast en "slingerde" de andere tanks er zo omheen - konden de andere tanks dit obstakel passeren. De pelotonscommandant had de eerste gepasseerde tank overgenomen, maar reed zich enkele honderden meters verder vast tegen een uitstekend rotsblok. Hij kon eromheen, maar beschadigde het pad aan de laagliggende kant (die van de afgrond) zo, dat dit voor de volgende tanks een probleem zou vormen. Hij bereikte toch Kommerscheidt en in de avond ook Schmidt. Er was nu één geallieerde tank in het dorp. Door het beschadigde pad liep bij de volgende tank de rupsband af, hetgeen vele uren oponthoud betekende. Mede hierdoor werd deze aanval in Schmidt door de Duitsers afgeslagen. Intussen had het medische personeel van de 28e infanterie divisie in de kerk zitten wachten op gewonden. Toen die niet kwamen besloot men een post in te richten langs de Kall-trail, die inmiddels door generaal-majoor Norman Cota tot hoofdaanvoerroute was uitgeroepen. De zeer gebrekkige gewondenpost werd door een Duitse patrouille ontdekt, maar men liet de Amerikanen met rust, op voorwaarde dat ook Duitse gewonden er verzorgd zouden worden. Dat gebeurde gedurende de rest van de gevechten. Nadat de 28e divisie uit Schmidt was verdreven deden zo veel mogelijk van de terugtrekkende troepen zich voor als gewonden, om zo vrij over het pad te kunnen gaan.

## Verdere aanvallen

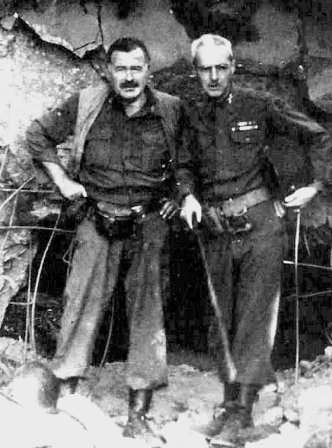
Ernest Hemingway met kolonel 'Buck' Charles T. Lanham

Op 16 november lanceerden de 1st en 9th Army (US) een groot offensief naar de Roer, in het gebied tussen Linnich en het Hürtgenwald. Aan deze aanval nam ook het 22nd Regiment van de 4th Infantry Division deel. Ernest Hemingway was als oorlogscorrespondent toegevoegd aan het hoofdkwartier van dit regiment. De Amerikanen namen op 26 november Hürtgen in, op 29 november de iets noordelijker dorpen Kleinhau en Großhau, en op 5 december werd het laatste Duitse bolwerk in Vossenack opgerold. Bergstein met zijn alles overheersende heuvel, de Burgberg werd op 7 december door de Amerikanen ingenomen. De strategisch belangrijke Burgberg werd bekend onder de naam "Hill 400", naar zijn hoogte van 400 meter. De weg naar Düren lag op 12 december open toen ook Gey en Straß in Amerikaanse handen vielen. Op 16 december 1944 lanceerden de Duitsers het Ardennenoffensief. Daarmee doofden de gevechten in het Hürtgenwald tijdelijk uit. Na het mislukken van dit laatste grote Duitse offensief in het westen, hervatten de Amerikanen op 10 januari 1945 de strijd in het Hürtgenwald.

## De val van "objective Schmidt"
Zonder noemenswaardige tegenstand viel Schmidt pas op 8 februari 1945 in Amerikaanse handen. Vervolgens werden op 9 februari 1945 de stuwdammen in de Roer ingenomen. Hiermede eindigden de gevechten om het Hürtgenwald. Op 8 februari hadden de Duitsers echter de afvoer van het stuwmeer opengezet (opgeblazen) zodat de Roervallei overstroomde. De Amerikanen moesten nog twee weken wachten tot het waterpeil in de Roer weer normaal was.

## Verliezen
De verliezen tijdens de gevechten om het Hürtgenwald waren erg hoog. De Amerikanen verloren 57.000 man. De hoge verliezen aan Amerikaanse zijde waren te wijten aan het feit dat haar infanterie, in tegenstelling tot de Duitse, onvoldoende op een gevecht in een onoverzichtelijk woud als het Hürtgenwald was uitgerust. Het Amerikaanse overwicht aan pantservoertuigen en het overwicht in de lucht konden door het landschap niet effectief worden ingezet. De Duitsers leden eveneens gevoelige verliezen: 15.000 man werden gedood of raakten gewond.

## Discussies

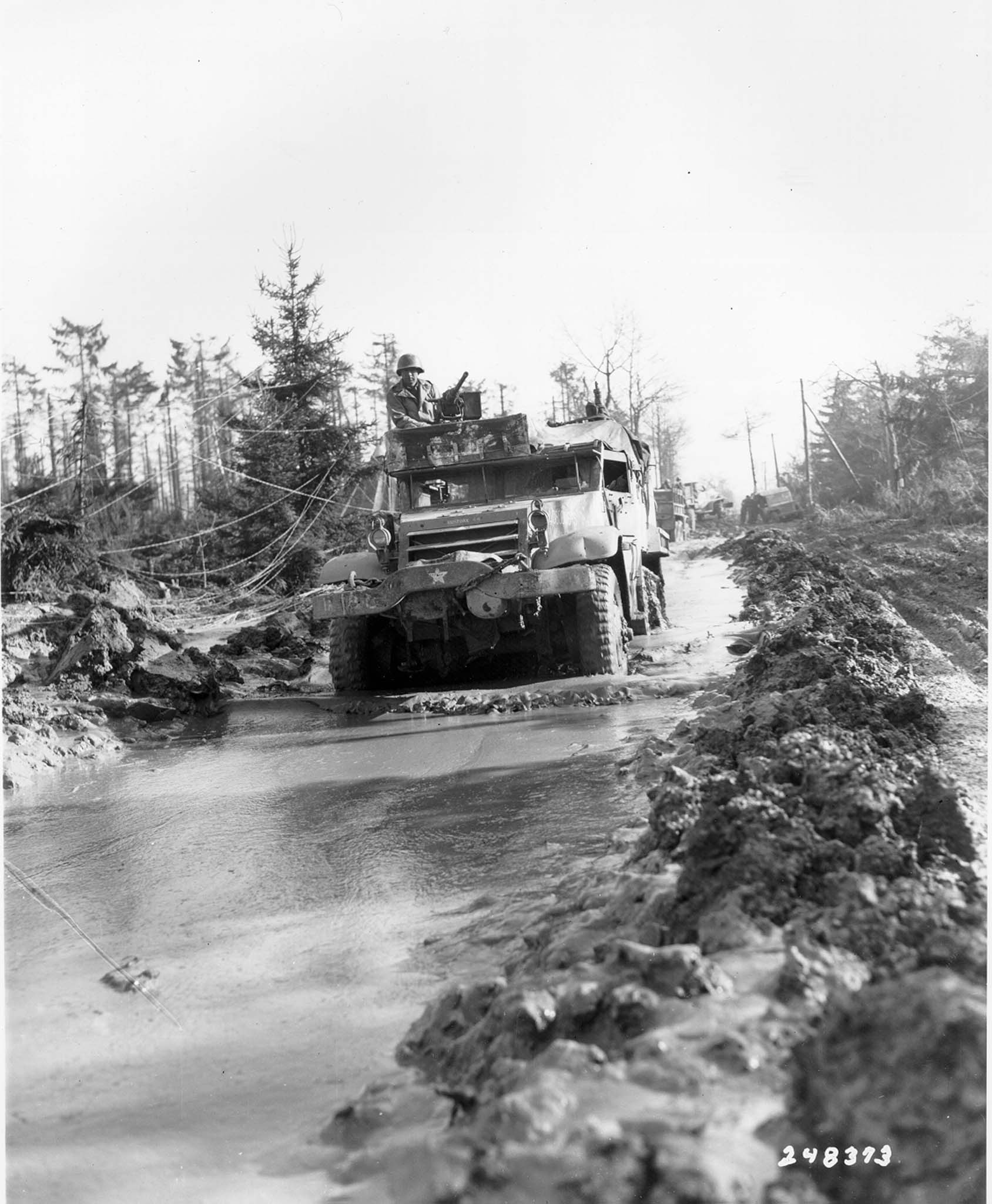
Amerikaanse halftrack rijdt op 15 februari 1945 door de modder

Zowel de Amerikaanse strategische beslissing om te proberen in dit gebied door de "Westwall" te breken, als de grootte van de Amerikaanse verliezen zijn onderwerp van discussie geweest.

### Amerikaanse strategie
Het bergachtige terrein van Ardennen en Eifel bevoordeelde de verdediger. Even ten noorden van Aken was het terrein veel meer open en had het Amerikaanse overwicht in tanks, artillerie en vliegtuigen beter ingezet kunnen worden. Het hoofdkwartier van de geallieerden onder leiding van Eisenhower wilde echter oprukken over een breed aaneengesloten front. Daarom werd het noodzakelijk geacht om het Hürtgenwald te zuiveren van Duitse troepen.

### Amerikaanse verliezen

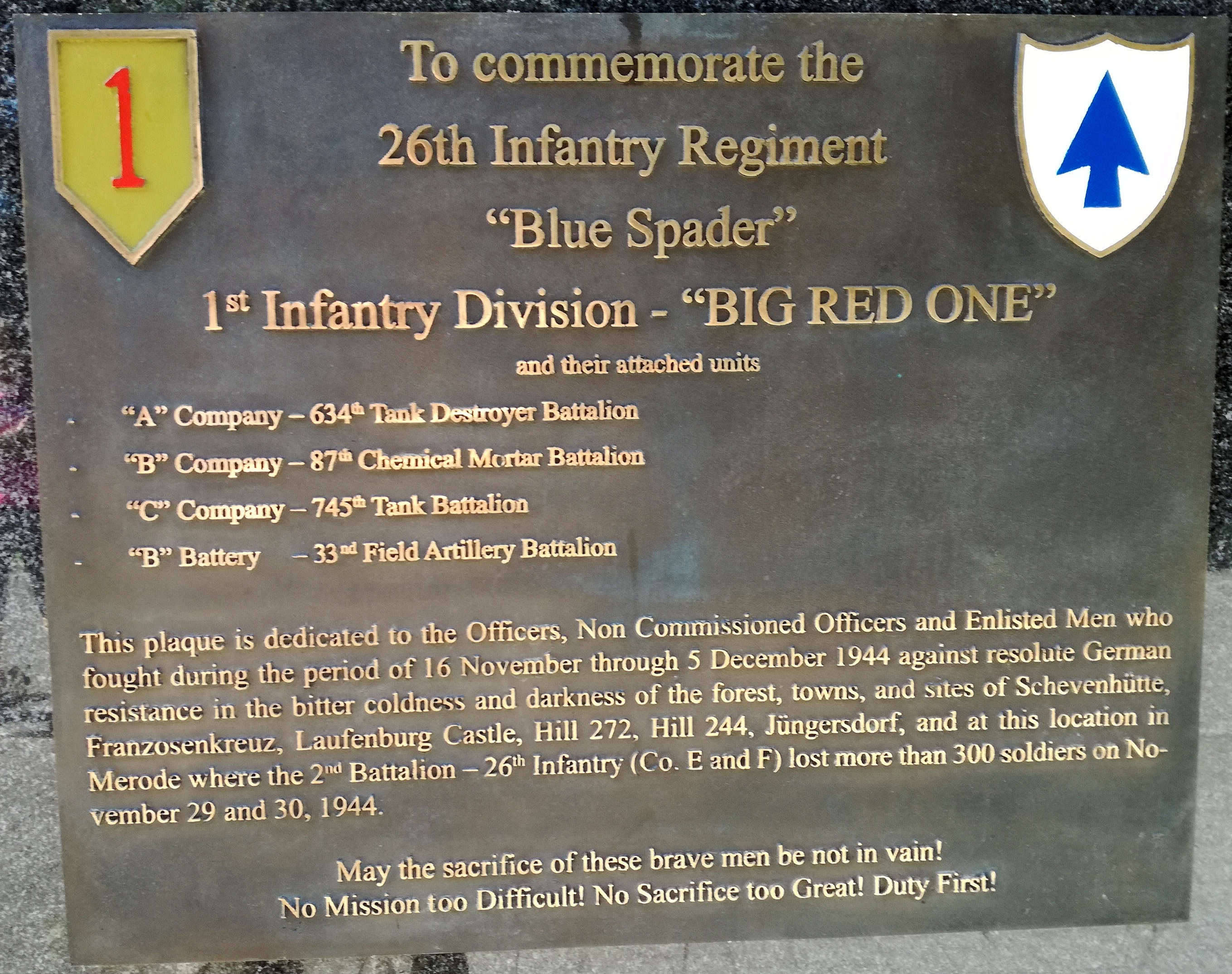
Gedenkplaat in Merode op 1st Infantry Division

Sommige bronnen suggereren dat de Amerikanen 55-70.000 man verloren, meer dan in Vietnam. Dit berust op een foutieve interpretatie van de beschikbare cijfers.
Micheal Clodfelter, in „Warfare and Armed Conflicts. A Statistical Reference to Casualty and other Figures, 1500 – 2000”, (2nd ed., 2000): schrijft:
„...But finally, by Dec. 1, the First Army had pushed its way through the Hürtgenwald Forest to reach the Roer River….Since Sept 14 (bis in den Dezember, M.E.) the men of 5 US divisions had tasted the terrors of the Hürtgen Forest – the 1st, 4th, 8th, 9th and 28th Infantry divisions, along with a battalion of the 5th Armoured Division, the 2nd Ranger Battalion and a Combat Command of Armor.
These units had incurred 23.000 battle and 8000 non-battle casualties….”
Deze aantallen komen in orde van grootte goed overeen met het aantal van 57.000 man verliezen volgens het US Holocaust Memorial Museum.
Vakliteratuur schat de Duitse verliezen op 10-15.000 man exclusief krijgsgevangenen.